# Салита, Михаил Александрович
Михаи́л Алекса́ндрович Сали́та (Ле́хтман; род. 28 августа 1973 года, Одесса) — американский литератор, родившийся в СССР.

## Биография
Родился в Одессе, при рождении имел имя Михаил Александрович Лехтман (Салита — фамилия матери).
Переехал в США вместе с семьёй в 1991 году.
В 1999 году получил степень бакалавра в City University of New York, по специальности Cross-Cultural Social Studies. В 2002 году получил степень магистра в информационных и библиотечных науках (MS Library & Info Science) Pratt Institute. В 2002 году в газете Вашингтон Пост вышла статья посвященная успехам Дмитрия и Михаила в Вашингон Пост. 
В 2004 году в Touro College на кафедре «образования и психология» получил степень магистра по специальности учитель дошкольного образования и постмастерский сертификат по двуязычному обучению.

### Литературная деятельность
Михаил Салита — автор книги «Золотые перчатки», вышедшей в Нью-Йорке в 2013 году, написанной в соавторстве с российским писателем, членом Союза Писателей России Глебом Петровым. Главный герой рэп-повести — младший брат Михаила, американский боксёр Дмитрий Салита.
Вместе с братом, Дмитрием Салитой и Биллом Капланом написали книгу «Азбука бокса» — «B Is for Boxing».
В 2015 году Михаил Салита написал и опубликовал книгу для детей «B is for Brighton Beach», которая знакомит дошкольников с английским алфавитом используя название социальных объектов в микрорайоне Брайтон Бич. Статьи о книгах опубликовали обозреватели газет "Brooklyn Paper ", «Bay News» , «Brooklyn Daily Eagle» и «Brooklyn Daily».
В 2017 году издательство Best Seller Publishing House на русском языке опубликовало роман «Принцесса Брайтона», написанный в соавторстве с российским писателем Глебом Петровым. Роман признан русскоязычной книгой года американскими изданиями «Вечерний Нью-Йорк», «Новый Меридиан», Новости Брайтон Бич, Газета Репортер, Еврейский Мир, Новости Русского Нью-Йорка.
В 2020 году в Нью-Йорке вышла художественно-документальна книга исследование о истории «русскоязычной мафии» в Нью-Йорке «Псих». Книга была не только написана со слов очевидцев и еще живых участников событий в Нью-Йоркском районе Бруклина на Брайтоне — но и продается в легендарном книжном магазине «Санкт-Петербург» на Брайтон Бич Авеню.
Главы из романа Михаила Салиты и Виктора Зониса «Псих» опубликованы на сайте PrimeCrime.ru.
Книги с автографами Михаила Салиты выставлены на витрине самого большого в Нью-Йорке магазина книг из стран бывшего СССР Санкт-Питербург на Брайтон Бич Авеню.
Книги Михаила Салиты представлены в каталогах Колумбийского, Принстонского, Стэнфордского, Гарвардского и Корнельского университетов.

## Благотворительность
Михаил Салита, организатор и исполнительный директор Salita Foundation с начала 2021 года совместно с Дмитрием Салитой объявил о благотворительной акции по поддержке детей жителей Бруклина. Среди получивших книги: Фонд Be Proud, Ассоциация жителей домов Nostrand, PASWO — Пакистанская американская организация квалифицированных женщин, Китайско-американский совет по планированию, Армия спасения, Детский сад Золушкa на Брайтон-Бич, Детский сад Red Hat в Мидвуде и благотворительная организация на Шипсхед-Бэй «Маленькая компания».

## Книги
- Золотые Перчатки : рэп-повесть Publisher Liberty Publishing House, 2013 ISBN 9781932686913 ISBN 1932686916
- «B Is for Brighton» Beach[24] Publisher: Best Seller Press Publishing House; 1st edition 2015 Language: English ISBN 9780991372928 : 0991372921
- B Is for Boxing[25] Publisher Best Seller Press Publishing House, 2014 ISBN 9780991372959
- Принцесса Брайтона : правнучка Мишки Япончика Publisher: Cork : BookBaby, 2014. ISBN 9780986251504 ISBN 098625150X
- Принцесса Брайтона : правнучка Мишки Япончика[26] Publisher: New York, NY : Bestseller Publishing House, 2017 . ISBN 9780986251504 ISBN 098625150X
- Псих роман Витор Зонис, Михаил Салита.[27] publisher. Салита, Михаил, ISBN 9780986251504 (hardcover) 9780986251511
- «АБВГДЕССА : тавтограмма Одесса-мама»[28] — Сборник тавтограмм о Одессе New York : Bestseller Publishing House, 2021 ISBN 978-0-9913729-9-7.
- От Гудзона до Ланджерона New York : Salita Foundation, 2021[29] ISBN 978-0-9862515-2-8.